# Серпокрилець
Серпокрилець, інколи стриж або щур (Apus) — рід птахів родини серпокрильцевих (Apodidae). 
Довжина 22 см, вага до 40 — 110 г. 
16 видів серпокрильців поширені в Європі, Африці та Америці; з них два — в Україні: 
- Серпокрилець чорний (А. apus L.), гніздиться по всіх зонах,
- Серпокрилець білочеревий (A. melba L.) — у горах Криму (залітає в південний Степ).

Серпокрильці — перелітні птахи. Живляться комахами, корисні.

## Види
- Серпокрилець острівний, Apus alexandri
- Серпокрилець чорний, Apus apus
- Серпокрилець канарський, Apus unicolor
- Серпокрилець бурий, Apus niansae
- Серпокрилець блідий, Apus pallidus
- Серпокрилець капський, Apus barbatus
- Серпокрилець коморський, Apus balstoni
- Серпокрилець ангольський Apus sladeniae
- Серпокрилець сокотрійський, Apus berliozi
- Серпокрилець намібійський, Apus bradfieldi
- Серпокрилець сибірський, Apus pacificus
- Серпокрилець тибетський, Apus salimalii
- Серпокрилець асамський, Apus leuconyx
- Серпокрилець таїландський, Apus cooki
- Серпокрилець гімалайський, Apus acuticauda
- Серпокрилець малий, Apus affinis
- Серпокрилець непальський, Apus nipalensis
- Серпокрилець ефіопський, Apus horus
- Серпокрилець білогузий, Apus caffer
- Серпокрилець ліберійський Apus batesi